# AMD Radeon HD 8000 series
La serie AMD Radeon HD 8000, nome in codice Sea Islands, è una famiglia di schede video per computer sviluppata da AMD. È basata su un processo a 28 nm, che si rifà alla stessa architettura GCN1 della famiglia Southern Islands. AMD ha pubblicato questa famiglia di schede nel 2013, più precisamente nel secondo trimestre.

## Tabella dei chipset

### Serie Sea Islands (HD 8xxx)
- HD 83xx - 84xx sono basate su Terascale 2, le parti OEM HD 85xx - 89xx sono basate su architettura GCN (Graphics Core Next).
- I modelli HD 83xx - 84xx comprendono DirectX 11, OpenGL 4.2 e OpenCL 1.1[6].
- I modelli HD 85xx - 89xx comprendono DirectX 11.1, OpenGL 4.2 e OpenCL 1.2.
- HD 8570 e HD 8670 hanno 256 KB di cache L2 lettura/scrittura[7].

## Modelli

### Desktop
| Modello            | Rilascio   | Nome in Codice | Architettura e Fabbricazione | Transistors(milioni) | Dimensione Die (mm²) | Configurazione Core | Clock (Mhz) | Clock (Mhz) | Memoria | Memoria | Memoria          | Memoria         | Fillrate    | Fillrate      | Potenza di Elaborazione (GFLOPS) | Potenza di Elaborazione (GFLOPS) | TDP (Watt) |
| Modello            | Rilascio   | Nome in Codice | Architettura e Fabbricazione | Transistors(milioni) | Dimensione Die (mm²) | Configurazione Core | Base        | Boost       | GB      | Tipo    | Bandwidth (GB/s) | Velocità (MBPS) | Pixel(GP/s) | Texture(GT/s) | Precisione Singola               | Precisione Doppia                | TDP (Watt) |
| ------------------ | ---------- | -------------- | ---------------------------- | -------------------- | -------------------- | ------------------- | ----------- | ----------- | ------- | ------- | ---------------- | --------------- | ----------- | ------------- | -------------------------------- | -------------------------------- | ---------- |
| Radeon HD 8350 OEM | 08/01/2013 | Cedar          | TeraScale 2 TSMC 40nm        | 292                  | 59                   | 80:8:4:2            | 650         | 650         | 1       | DDR3    | 10.6             | 1334            | 2.6         | 5.2           | 104                              | N.D.                             | 19         |
| Radeon HD 8450 OEM | 08/01/2013 | Caicos         | TeraScale 2 TSMC 40nm        | 370                  | 67                   | 160:8:4:2           | 625         | 625         | 1       | DDR3    | 10.6             | 1334            | 2.5         | 5.0           | 200                              | N.D.                             | 18         |
| Radeon HD 8470 OEM | 08/01/2013 | Caicos         | TeraScale 2 TSMC 40nm        | 370                  | 67                   | 160:8:4:2           | 775         | 775         | 1       | GDDR5   | 25.6             | 3200            | 3.1         | 6.2           | 248                              | N.D.                             | 35         |
| Radeon HD 8490 OEM | 23/07/2013 | Caicos         | TeraScale 2 TSMC 40nm        | 370                  | 67                   | 160:8:4:2           | 875         | 875         | 1       | DDR3    | 14.4             | 1800            | 3.5         | 7.0           | 280                              | N.D.                             | 35         |
| Radeon HD 8510 OEM | 23/07/2013 | Turks          | TeraScale 2 TSMC 40nm        | 716                  | 118                  | 480:24:8:6          | 650         | 650         | 1       | GDDR3   | 25.6             | 1600            | 5.2         | 15.6          | 624                              | N.D.                             | 60         |
| Radeon HD 8550 OEM | 25/10/2013 | Turks          | TeraScale 2 TSMC 40nm        | 716                  | 118                  | 480:24:8:6          | 650         | 650         | 1       | GDDR3   | 25.6             | 1600            | 5.2         | 15.6          | 624                              | N.D.                             | 60         |
| Radeon HD 8570 OEM | 08/01/2013 | Olanda         | GCN 1.0 TSMC 28nm            | 950                  | 77                   | 384:24:8:6          | 730         | 780         | 2       | GDDR3   | 28.8             | 1800            | 6.2         | 18.7          | 599                              | 37.4                             | 50         |
| Radeon HD 8670 OEM | 08/01/2013 | Olanda         | GCN 1.0 TSMC 28nm            | 950                  | 77                   | 384:24:8:6          | 1000        | 1050        | 2       | GDDR5   | 73.6             | 4600            | 8.4         | 25.2          | 806                              | 50.4                             | 75         |
| Radeon HD 8730 OEM | 05/09/2013 | Capo Verde     | GCN 1.0 TSMC 28nm            | 1500                 | 123                  | 384:24:8:6          | 800         | 800         | 1       | GDDR5   | 72.0             | 4500            | 6.4         | 19.2          | 614                              | 38.4                             | 47         |
| Radeon HD 8740 OEM | 05/09/2013 | Capo Verde     | GCN 1.0 TSMC 28nm            | 1500                 | 123                  | 512:32:16:8         | 800         | 800         | 1       | GDDR5   | 72.0             | 4500            | 12.8        | 25.6          | 819                              | 51.2                             | 55         |
| Radeon HD 8760 OEM | 08/01/2013 | Capo Verde     | GCN 1.0 TSMC 28nm            | 1500                 | 123                  | 640:40:16:10        | 1000        | 1000        | 2       | GDDR5   | 72.0             | 4500            | 16.0        | 40.0          | 1280                             | 80.0                             | 80         |
| Radeon HD 8770 OEM | 02/09/2013 | Bonaire        | GCN 2.0 TSMC 28nm            | 2080                 | 160                  | 896:56:16:14        | 1050        | 1050        | 1       | GDDR5   | 96.0             | 6000            | 16.8        | 58.8          | 1882                             | 117.6                            | 85         |
| Radeon HD 8860 OEM | 08/01/2013 | Curacao        | GCN 1.0 TSMC 28nm            | 2800                 | 212                  | 1280:80:32:20       | 925         | 925         | 2       | GDDR5   | 179.2            | 5600            | 29.6        | 74.0          | 2368                             | 148.0 (1:16)                     | 175        |
| Radeon HD 8870 OEM | 08/01/2013 | Pitcairn       | GCN 1.0 TSMC 28nm            | 2800                 | 212                  | 1280:80:32:20       | 1000        | 1000        | 2       | GDDR5   | 153.6            | 4800            | 32.0        | 80.0          | 2560                             | 160.0 (1:16)                     | 175        |
| Radeon HD 8950 OEM | 08/01/2013 | Tahiti         | GCN 1.0 TSMC 28nm            | 4313                 | 352                  | 1792:112:32:28      | 850         | 925         | 3       | GDDR5   | 240.0            | 5000            | 29.6        | 103.6         | 3315                             | 828.8 (1:4)                      | 200        |
| Radeon HD 8970 OEM | 08/01/2013 | Tahiti         | GCN 1.0 TSMC 28nm            | 4313                 | 352                  | 2048:128:32:32      | 925         | 925         | 3       | GDDR5   | 264.0            | 5500            | 29.6        | 118.4         | 3789                             | 947.2 (1:4)                      | 250        |
| Radeon HD 8990 OEM | 24/04/2013 | Malta          | GCN 1.0 TSMC 28nm            | 4313                 | 365                  | 2048:128:32:32 x2   | 950         | 950         | 3 x2    | GDDR5   | 288.0 x2         | 6000            | 32.0 x2     | 128.0 x2      | 4096 x2                          | 1024 (1:4) x2                    | 375        |

### Mobile[25]
| Modello         | Rilascio   | Nome in Codice | Architettura e Fabbricazione | Transistors(milioni) | Dimensione Die (mm²) | Configurazione Core | Clock (Mhz) | Clock (Mhz) | Memoria | Memoria | Memoria          | Memoria         | Fillrate    | Fillrate      | Potenza di Elaborazione (GFLOPS) | Potenza di Elaborazione (GFLOPS) | TDP (Watt) |
| Modello         | Rilascio   | Nome in Codice | Architettura e Fabbricazione | Transistors(milioni) | Dimensione Die (mm²) | Configurazione Core | Base        | Boost       | GB      | Tipo    | Bandwidth (GB/s) | Velocità (MBPS) | Pixel(GP/s) | Texture(GT/s) | Precisione Singola               | Precisione Doppia                | TDP (Watt) |
| --------------- | ---------- | -------------- | ---------------------------- | -------------------- | -------------------- | ------------------- | ----------- | ----------- | ------- | ------- | ---------------- | --------------- | ----------- | ------------- | -------------------------------- | -------------------------------- | ---------- |
| Radeon HD 8530M | 10/01/2014 | Marte          | GCN 1.0 TSMC 28nm            | 950                  | 77                   | 320:16:8:6          | 650         | 700         | 1       | DDR3    | 14.4             | 1800            | 5.6         | 11.2          | 448                              | 28.0                             | N.D.       |
| Radeon HD 8550M | 13/07/2014 | Sole           | GCN 1.0 TSMC 28nm            | 690                  | 56                   | 320:20:8:5          | 650         | 850         | 1       | DDR3    | 14.4             | 1800            | 6.8         | 17.0          | 544                              | 34.0                             | N.D.       |
| Radeon HD 8570M | 01/03/2013 | Sole           | GCN 1.0 TSMC 28nm            | 690                  | 56                   | 320:20:8:5          | 750         | 825         | 1       | DDR3    | 16.0             | 2000            | 6.6         | 16.5          | 528                              | 33.0                             | N.D.       |
| Radeon HD 8590M | 01/03/2013 | Sole           | GCN 1.0 TSMC 28nm            | 690                  | 56                   | 320:20:8:5          | 750         | 825         | 1       | GDDR5   | 36.0             | 4500            | 6.6         | 16.5          | 528                              | 33.0                             | N.D.       |
| Radeon HD 8670M | 01/03/2013 | Sole           | GCN 1.0 TSMC 28nm            | 690                  | 56                   | 320:20:8:5          | 925         | 975         | 1       | DDR3    | 16.0             | 2000            | 7.8         | 19.5          | 624                              | 39.0                             | N.D.       |
| Radeon HD 8690M | 01/03/2013 | Sole           | GCN 1.0 TSMC 28nm            | 690                  | 56                   | 320:20:8:5          | 775         | 825         | 1       | GDDR5   | 32.0             | 4000            | 6.6         | 16.5          | 528                              | 33.0                             | N.D.       |
| Radeon HD 8730M | 01/04/2013 | Marte          | GCN 1.0 TSMC 28nm            | 950                  | 77                   | 384:24:8:6          | 650         | 700         | 2       | DDR3    | 28.8             | 1800            | 5.6         | 16.8          | 537                              | 33.6                             | N.D.       |
| Radeon HD 8750M | 26/02/2013 | Marte          | GCN 1.0 TSMC 28nm            | 950                  | 77                   | 384:24:8:6          | 620         | 775         | 1       | GDDR5   | 64.0             | 4000            | 6.2         | 18.6          | 595                              | 37.2                             | N.D.       |
| Radeon HD 8770M | 01/04/2013 | Marte          | GCN 1.0 TSMC 28nm            | 950                  | 77                   | 384:24:8:6          | 775         | 825         | 2       | GDDR5   | 72.0             | 4500            | 6.6         | 19.8          | 633                              | 39.6                             | N.D.       |
| Radeon HD 8790M | 01/04/2013 | Marte          | GCN 1.0 TSMC 28nm            | 950                  | 77                   | 384:24:8:6          | 850         | 900         | 2       | GDDR5   | 64.0             | 4000            | 7.2         | 21.6          | 691                              | 43.2                             | N.D.       |
| Radeon HD 8830M | 01/04/2013 | Venere         | GCN 1.0 TSMC 28nm            | 1500                 | 123                  | 640:40:16:10        | 575         | 625         | 2       | DDR3    | 32.0             | 2000            | 10.0        | 25.0          | 800                              | 50.0                             | N.D.       |
| Radeon HD 8850M | 01/04/2013 | Venere         | GCN 1.0 TSMC 28nm            | 1500                 | 123                  | 640:40:16:10        | 575         | 625         | 2       | DDR3    | 32.0             | 2000            | 10.0        | 25.0          | 800                              | 50.0                             | N.D.       |
| Radeon HD 8870M | 01/04/2013 | Venere         | GCN 1.0 TSMC 28nm            | 1500                 | 123                  | 640:40:16:10        | 725         | 775         | 2       | GDDR5   | 72.0             | 4500            | 12.4        | 31.0          | 992                              | 62.0                             | N.D.       |
| Radeon HD 8950M | 14/05/2013 | Saturno        | GCN 1.0 TSMC 28nm            | 2080                 | 160                  | 768:48:16:12        | 1075        | 1075        | 2       | GDDR5   | 88.0             | 5500            | 17.2        | 51.6          | 1651                             | 103.2                            | 100        |
| Radeon HD 8970M | 14/05/2013 | Nettuno        | GCN 1.0 TSMC 28nm            | 2800                 | 212                  | 1280:80:32:20       | 850         | 900         | 4       | GDDR5   | 153.0            | 4800            | 28.8        | 72.0          | 2304                             | 144.0                            | 100        |

### Annotazioni
1. 1 2  Shading Units:TMUs:ROPs:Compute Units

### Fonti
1. ↑  AMD Reiterates 2013 GPU Plans: Sea Islands & Beyond Archiviato il 9 agosto 2019 in Internet Archive. - AnandTech, 15 Feb 2013
2. ↑   AMD's 2012 - 2013 Client CPU/GPU/APU Roadmap Revealed, su anandtech.com, AnandTech, 2 febbraio 2012. URL consultato il 13 settembre 2011 (archiviato dall'url originale il 4 febbraio 2012).
3. ↑  AMD Sea Islands HD 8850 and 8870 Specifications Leaked | PC Perspective
4. ↑  Details Leak on AMD's Sea Islands HD 8900 Series Graphics Cards | PC Perspective
5. ↑   AMD, su digitimes.com, Digitimes, 3 dicembre 2012. URL consultato il 4 gennaio 2013.
6. ↑  https://www.amd.com/us/Documents/AMD_Radeon_HD_8400_Series_Feature_Summary.pdf
7. ↑  Products We Design
8. ↑   techpowerup.com,  https://www.techpowerup.com/gpu-specs/radeon-hd-8350-oem.c1976.
9. ↑   techpowerup.com,  https://www.techpowerup.com/gpu-specs/radeon-hd-8450-oem.c1977.
10. ↑   techpowerup.com,  https://www.techpowerup.com/gpu-specs/radeon-hd-8470-oem.c1978.
11. ↑   techpowerup.com,  https://www.techpowerup.com/gpu-specs/radeon-hd-8490-oem.c2038.
12. ↑   techpowerup.com,  https://www.techpowerup.com/gpu-specs/radeon-hd-8510-oem.c2545.
13. ↑   techpowerup.com,  https://www.techpowerup.com/gpu-specs/radeon-hd-8550-oem.c2515.
14. ↑   techpowerup.com,  https://www.techpowerup.com/gpu-specs/radeon-hd-8570-oem.c1974.
15. ↑   techpowerup.com,  https://www.techpowerup.com/gpu-specs/radeon-hd-8670-oem.c1853.
16. ↑   techpowerup.com,  https://www.techpowerup.com/gpu-specs/radeon-hd-8730-oem.c2401.
17. ↑   techpowerup.com,  https://www.techpowerup.com/gpu-specs/radeon-hd-8740-oem.c2508.
18. ↑   techpowerup.com,  https://www.techpowerup.com/gpu-specs/radeon-hd-8760-oem.c1964.
19. ↑   techpowerup.com,  https://www.techpowerup.com/gpu-specs/radeon-hd-8770-oem.c1979.
20. ↑   techpowerup.com,  https://www.techpowerup.com/gpu-specs/radeon-hd-8860-oem.c2390.
21. ↑   techpowerup.com,  https://www.techpowerup.com/gpu-specs/radeon-hd-8870-oem.c2461.
22. ↑   techpowerup.com,  https://www.techpowerup.com/gpu-specs/radeon-hd-8950-oem.c1971.
23. ↑   techpowerup.com,  https://www.techpowerup.com/gpu-specs/radeon-hd-8970-oem.c1972.
24. ↑   techpowerup.com,  https://www.techpowerup.com/gpu-specs/radeon-hd-8990-oem.c2389.
25. ↑   videocardz.com,  https://videocardz.com/38801/amd-radeon-hd-8000m-solar-system-series-detailed.
26. ↑   techpowerup.com,  https://www.techpowerup.com/gpu-specs/radeon-hd-8530m.c2388.
27. ↑   techpowerup.com,  https://www.techpowerup.com/gpu-specs/radeon-hd-8550m.c1905.
28. ↑   techpowerup.com,  https://www.techpowerup.com/gpu-specs/radeon-hd-8570m.c1948.
29. ↑   techpowerup.com,  https://www.techpowerup.com/gpu-specs/radeon-hd-8590m.c1969.
30. ↑   techpowerup.com,  https://www.techpowerup.com/gpu-specs/radeon-hd-8670m.c1950.
31. ↑   techpowerup.com,  https://www.techpowerup.com/gpu-specs/radeon-hd-8690m.c1949.
32. ↑   techpowerup.com,  https://www.techpowerup.com/gpu-specs/radeon-hd-8730m.c1967.
33. ↑   techpowerup.com,  https://www.techpowerup.com/gpu-specs/radeon-hd-8750m.c1968.
34. ↑   techpowerup.com,  https://www.techpowerup.com/gpu-specs/radeon-hd-8770m.c1893.
35. ↑   techpowerup.com,  https://www.techpowerup.com/gpu-specs/radeon-hd-8790m.c1798.
36. ↑   techpowerup.com,  https://www.techpowerup.com/gpu-specs/radeon-hd-8830m.c1895.
37. ↑   techpowerup.com,  https://www.techpowerup.com/gpu-specs/radeon-hd-8850m.c1896.
38. ↑   techpowerup.com,  https://www.techpowerup.com/gpu-specs/radeon-hd-8870m.c1898.
39. ↑   techpowerup.com,  https://www.techpowerup.com/gpu-specs/radeon-hd-8950m.c3219.
40. ↑   techpowerup.com,  https://www.techpowerup.com/gpu-specs/radeon-hd-8970m.c1966.